# Ludosław
Ludosław – imię męskie pochodzenia słowiańskiego. 
Ludosław imieniny obchodzi 30 listopada.